# Torkalaki
Torkālakī (farsi تركالكي) è una città dello shahrestān di Gotvand, circoscrizione Centrale, nella provincia del Khūzestān. Aveva, nel 2006, una popolazione di 5.300 abitanti.